# Bolanthus fruticulosus
Bolanthus fruticulosus là loài thực vật có hoa thuộc họ Cẩm chướng. Loài này được (Bory & Chaub.) Barkoudah mô tả khoa học đầu tiên năm 1962.